# Luis II de Liechtenstein
Luis II de Liechtenstein (Viena, 26 de mayo de 1796 - Lednice, 12 de noviembre de 1858) fue príncipe de Liechtenstein entre los años 1836 y 1858.

## Primeros años de vida
Era hijo del príncipe Juan I José de Liechtenstein y de su esposa, la landgravina Josefa Sofía de Fürstenberg-Weitra.
Fue el primer príncipe de Liechtenstein que visitó el país y contribuyó activamente a su desarrollo político y económico. 

## Matrimonio y descendencia
Luis se casó el 8 de agosto de 1831 con la condesa Francisca de Paula Kinsky de Wchinitz y Tettau (1813-1881).
De este matrimonio nacieron nueve hijas y dos hijos: 
- María Francisca (1834-1909), se casó con el duque Fernando de Trauttmansdorff-Weinsberg (1825-1896).
- Carolina María (1836-1885), se casó con el duque Alejandro de Schönburg-Hartenstein (1826-1896).
- Sofía María (1837-1899), se casó con el Príncipe Carlos VI de Löwenstein-Wertheim-Rosenberg (1834-1921).
- Luisa María (1838-1920), se casó con el Príncipe Enrique de Fünfkirchen (1830-1885).
- Ida María (1839-1921), se casó con el Príncipe Adolfo José de Schwarzenberg (1832-1914).
- Juan II (1840-1929), nunca se casó ni tuvo descendencia.
- Francisca Javiera (1841-1858), fallecida en la adolescencia, soltera y sin descendencia.
- Enriqueta María (1843-1931), se casó con su primo hermano, el Príncipe Alfredo de Liechtenstein (1842-1907).
- Ana María (1846-1924), se casó con el Príncipe Jorge Cristián de Lobkowitz (1835-1908).
- Teresa María (1850-1938), se casó con el Príncipe Arnulfo de Baviera (1852-1907).
- Francisco I (1853-1938), se casó con la baronesa viuda Erős de Bethlenfalva Isabel de Gutmann (1875-1947).

## Distinciones honoríficas
- Caballero de la Insigne Orden del Toisón de Oro (Rama Austríaca).

## Ancestros
| Predecesor: Juan I José | Príncipe de Liechtenstein 1836-1858 | Sucesor: Juan II |